# Novopetrivka
Novopetrivka  (ucraniano: Новопетрівка) es una localidad del Raión de Berezivka en el Óblast de Odesa de Ucrania. Según el censo de 2001, tiene una población de 701 habitantes.